# Liste der Biografien/Orn
Liste der Biografien |
Portal Biografien |
Personensuche
# |
A |
B |
C |
D |
E |
F |
G |
H |
I |
J |
K |
L |
M |
N |
O |
P |
Q |
R |
S |
T |
U |
V |
W |
X |
Y |
Z |
?
 
Oa |
Ob |
Oc |
Od |
Oe |
Of |
Og |
Oh |
Oi |
Oj |
Ok |
Ol |
Om |
On |
Oo |
Op |
Oq |
Or |
Os |
Ot |
Ou |
Ov |
Ow |
Ox |
Oy |
Oz
 
Ora |
Orb |
Orc |
Ord |
Ore |
Orf |
Org |
Orh |
Ori |
Orj |
Ork |
Orl |
Orm |
Orn |
Oro |
Orp |
Orr |
Ors |
Ort |
Oru |
Orv |
Orw |
Orx |
Ory |
Orz
Die Liste der Biografien führt alle Personen auf, die in der deutschsprachigen Wikipedia einen Artikel haben. Dieses ist eine Teilliste mit 54 Einträgen von Personen, deren Namen mit den Buchstaben „Orn“ beginnt.

## Orn
- Örn Arnarson (1884–1942), isländischer Schriftsteller
- Örn Árnason (* 1959), isländischer Schauspieler, Komiker, Synchronsprecher und Drehbuchautor
- Örn Clausen (1928–2008), isländischer Leichtathlet
- Ørn, Jacob († 1654), dänischer Musiker und Komponist
- Örn, Mikael (* 1961), schwedischer Schwimmer
- Ørn, Per (* 1937), norwegischer Radrennfahrer
- Örn, Stefan (* 1975), schwedischer Komponist und Musiker
- Ørn-Kristoff, Felix (* 2006), norwegischer Radrennfahrer

### Orna
- Ornaghi, Lorenzo (* 1948), italienischer Politikwissenschaftler und Minister
- Ornano, Alphonse d’ (1548–1610), französischer Heerführer korsischer Abstammung
- Ornano, Jean-Baptiste d’ (1581–1626), französischer Aristokrat und Militär, Marschall von Frankreich
- Ornano, Michel d’ (1924–1991), französischer Politiker, Abgeordneter der Nationalversammlung
- Ornano, Mireille d’ (* 1951), französische Politikerin (Front National), MdEP
- Ornano, Philippe-Antoine d’ (1784–1863), französischer General, Pair und Marschall von Frankreich
- Ornatelli, Massimo (* 1986), italienischer Fußballspieler

### Ornb
- Ørnbak-Fjeldmose, Nijas (* 1983), dänischer Schauspieler

### Ornd
- Orndorff, Paul (1949–2021), amerikanischer WrestlerPaul Orndorff (1949–2021)

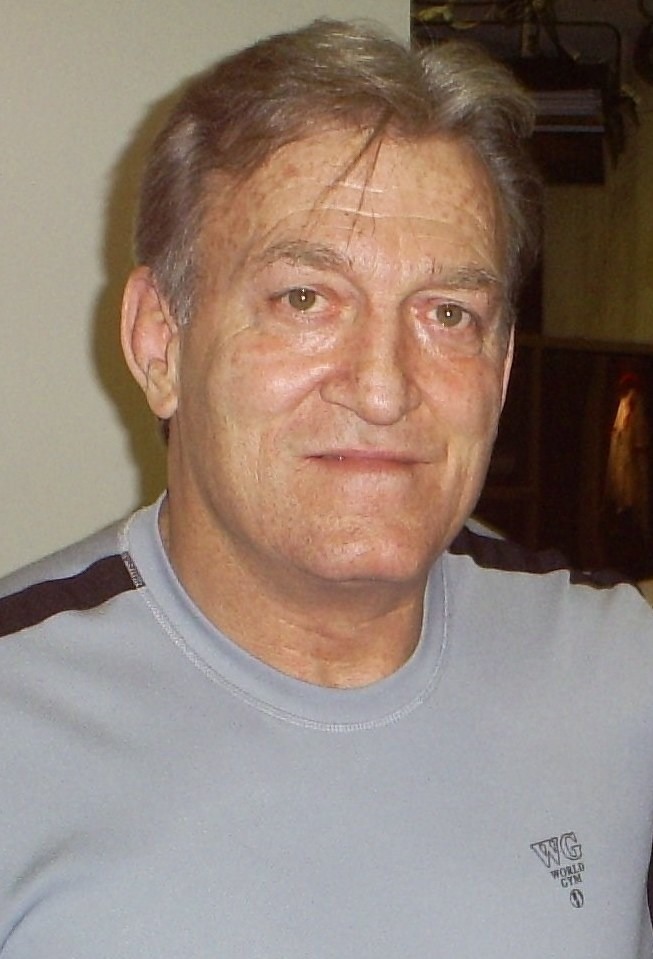
Paul Orndorff (1949–2021)

### Orne
- Orne, Martin T. (1927–2000), austro-amerikanischer Psychologe, und Psychiater
- Örnek, Irmak (* 1987), türkische Schauspielerin
- Örnek, Mert (* 1997), türkischer Fußballspieler
- Örnek, Özden (1943–2018), türkischer Admiral
- Örnek, Soner (* 1989), türkischer Fußballspieler
- Ornelas, Hélder (* 1974), portugiesischer Langstreckenläufer
- Ornelas, Nivaldo (* 1941), brasilianischer Jazzmusiker (Tenor- und Sopransaxophon, Flöte, Komposition, Arrangement)
- Ornelas, Ricardo, mexikanischer Fußballspieler
- Ornelas, Waldeck (* 1945), brasilianischer Politiker
- Ornellas, Pierre d’ (* 1953), französischer Geistlicher und römisch-katholischer Erzbischof von Rennes
- Orner, Eva (* 1969), australische Filmproduzentin
- Orner, Stefan (* 1983), deutscher Journalist und Moderator
- Örnestedt, Carl Gustaf (1669–1742), schwedischer Feldmarschall
- Örnestedt, Franziskus (1624–1685), schwedischer Politiker, Hofkanzler und Diplomat
- Örnestedt, Philipp Joachim (1625–1682), schwedischer Nachschuboffizier, Regierungsrat in Schwedisch-Pommern
- Orneval, Jacques-Philippe d’ († 1766), französischer Dramatiker

### Orni
- Ornig, Gerhard (* 1990), österreichischer Jazzmusiker (Trompete, Komposition)
- Ornig, Markus (* 1979), österreichischer Politiker (NEOS), Landtagsabgeordneter
- Ornish, Dean (* 1953), US-amerikanischer MedizinerDean Ornish (* 1953)

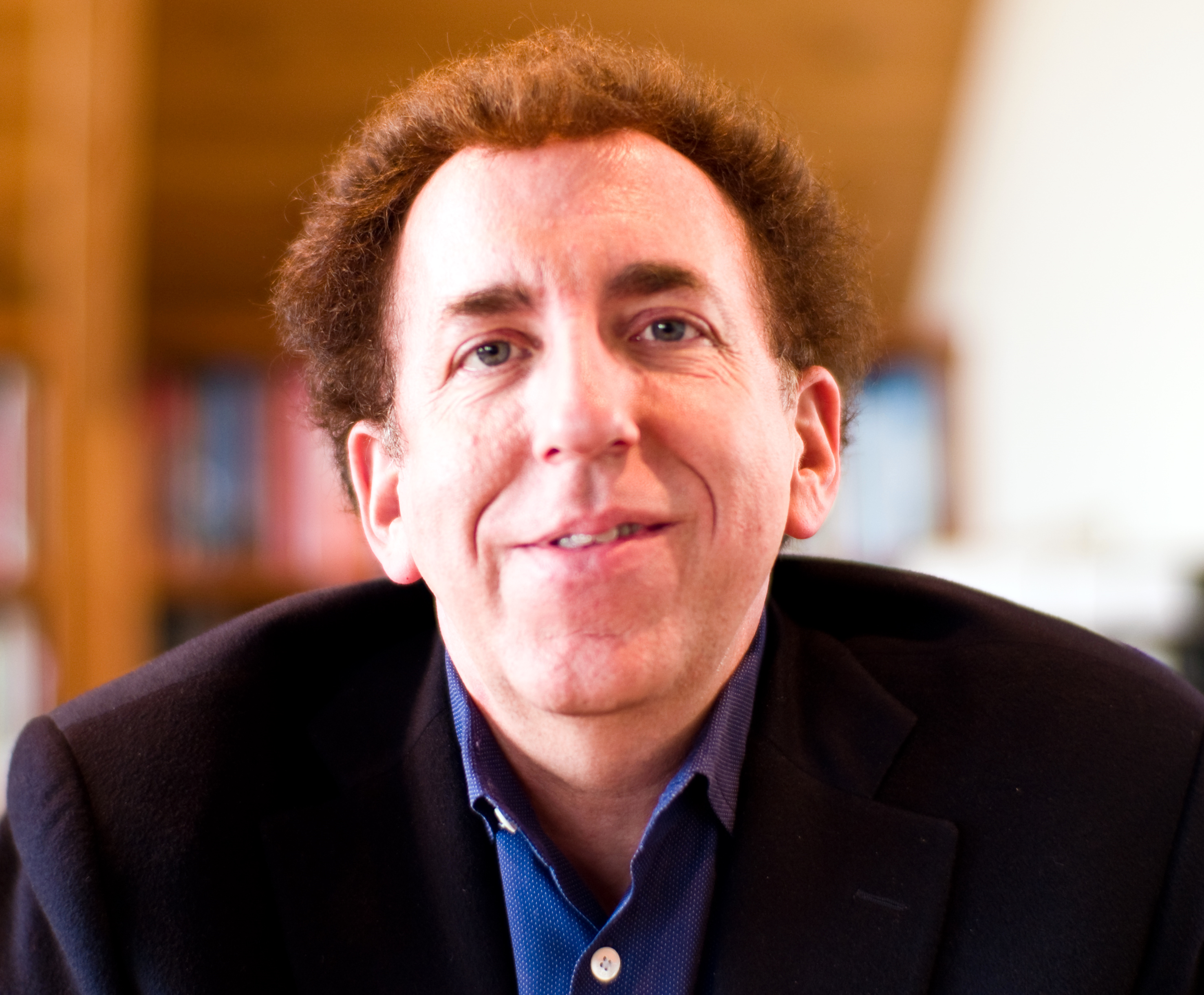
Dean Ornish (* 1953)

- Ornitoparchus, Andreas, deutscher Musiktheoretiker der Renaissance
- Ornitz, Arthur J. (1916–1985), US-amerikanischer Kameramann
- Ornitz, Samuel (1890–1957), US-amerikanischer Schriftsteller und Drehbuchautor

### Orno
- Ornoch, Jan (* 1952), polnischer Geher
- Örnólfur Valdimarsson (* 1964), isländischer Skirennläufer

### Orns
- Örnskog, Stefan (* 1969), schwedischer Eishockeyspieler
- Ørnskov, Martin (* 1985), dänischer Fußballspieler
- Ornstein, Anna (1927–2025), ungarisch-amerikanische Kinderpsychiaterin, Psychoanalytikerin und Holocaustüberlebende
- Ornstein, Bernhard (1809–1896), deutscher Mediziner
- Ornstein, Donald Samuel (* 1934), US-amerikanischer Mathematiker
- Ornstein, Emmanuil Gerschewitsch (* 1926), sowjetisch-moldawischer Mediziner, Orthopäde und Traumatologe
- Ornstein, Hans (1893–1952), österreichisch-schweizerischer Rechtsanwalt und Publizist
- Ornstein, Leo (1892–2002), ukrainischer Pianist und Komponist
- Ornstein, Leonard (1880–1941), niederländischer Physiker
- Ornstein, Maarten (* 1967), niederländischer Jazzsaxophonist und -klarinettist
- Ornstein, Norman (* 1948), US-amerikanischer Politikwissenschaftler und Hochschullehrer

### Ornt
- Ørntoft, Christina (* 1985), dänische Fußballspielerin

### Ornu
- Ørnung, Kaare (1931–2013), norwegischer Pianist, Hochschullehrer und Musikpädagoge